# Fighting Man (NEWSの曲)
「Fighting Man」（ファイティング・マン）は、日本の男性アイドルグループ、NEWSの13枚目のシングル。2010年11月3日にジャニーズ・エンタテイメントから発売された。

## 概要
- 前作「さくらガール」から約8ヶ月振りのリリース。

- 2010年シングルの第2弾。

- 初回盤・通常盤の2形態での発売。

- 表題曲は、メンバー出演 『dwango.jp』着うたのCMソングである。

- 両形態には、「ガムシャラ Cha Cha Cha」を共通のカップリングとして収録。

- 初回盤のCDには、「Wake Up」と、メンバーのハーモニーラインのみで構成されたNEWSと歌えるカラオケ音源である「オリジナル・カラオケ with NEWS」の1曲を収録。

- 通常盤には、「Winter Moon」と「愛はシンプルなカレーライス」のカップリング2曲を収録。

- 2011年10月7日に、メンバーの錦戸亮と山下智久が脱退することを発表したため、6人体制でのシングルはこれが最後となった。
- dwango.jpにて当時cm Verの限定音源が配信されていた。(*現在は配信終了)

## その他
- 初回盤に収録されている「Wake Up」は、2008年発売の3rdアルバム『color』に収録の「FLY AGAIN」の続編的な曲となっている。

- 発売日当日は、錦戸の誕生日でもある。

## 封入特典

### 初回盤
- 12Pブックレット

### 通常盤
- 3面6Pジャケット

## チャート成績
発売初週に15.0万枚を売り上げ、2010年11/15付週間シングルランキング1位を獲得した。シングル首位は、メジャーデビューシングル「希望～Yell～」から13作連続13作目となった。

## 収録曲

### 通常盤
1. Fighting Man [3:48]
作詞：zopp・真部小里、作曲：R・O・N、編曲：鈴木雅也
  - 「dwango.jp」CMソング
2. ガムシャラ Cha Cha Cha [3:34]
作詞：立田野純、作曲・編曲：Dr Hardcastle・Anderz Wrethov
3. Winter Moon [4:09]
作詞：miho sumita、作曲：藤末樹、編曲：中西亮輔
4. 愛はシンプルなカレーライス [3:49]
作詞：Hacchin' Maya、作曲：Magnus Funemyr・Arvid Nordström、編曲：中西亮輔

### 初回盤
1. Fighting Man
2. ガムシャラ Cha Cha Cha
3. Wake Up [3:25]
作詞：Hacchin' Maya、作曲：ヒロイズム、編曲：Naoki-T
4. Fighting Man（オリジナル・カラオケ with NEWS）

## 映像作品
Fighting Man
- NEWS DOME PARTY 2010 LIVE! LIVE! LIVE! DVD!
- NEWS LIVE TOUR 2012 〜美しい恋にするよ〜
  - 4人体制 初披露
- NEWS 10th Anniversary in Tokyo Dome
- NEWS 15th Anniversary LIVE 2018 "Strawberry"
- NEWS DOME TOUR 2018-2019 EPCOTIA -ENCORE-

Winter Moon
- NEWS LIVE TOUR 2015 WHITE
  - 4人体制 初披露

愛はシンプルなカレーライス
- NEWS LIVE TOUR 2012 〜美しい恋にするよ〜
  - 4人体制 初披露